# 方舱医院真神奇
《方舱医院真神奇》是一首由中國湖南省文艺界人士创作的儿童歌曲，由谭哲作词，卜文正、蒋军荣作曲，旨在赞扬2019冠状病毒病疫情期间在武汉市设立的方舱医院。该作品引发了强烈争议。

## 创作过程
《方舱医院真神奇》歌词原题《武汉方舱医院》，2020年2月24日作为《谭哲抗疫儿童诗选》的其中一首发表于《湖南日报》的“新湖南客户端”。 
2019冠状病毒病疫情期间，湖南师范大学音乐学院教师蒋军荣认为缺少面向儿童的歌曲，决定创作一批对儿童“进行生命教育和爱国主义教育”的音乐作品。自2月5日起，蒋军荣参与创作了21首抗疫少儿歌曲组歌《手拉手，回家啰》，《方舱医院真神奇》是其中的一首。据蒋军荣介绍，之前他向湖南儿童文学作家谭哲发出邀约，谭哲便向其提供了一些歌词作品，蒋军荣觉得其中的《方舱医院真神奇》不错，便请卜文正先谱曲，他作修改，再由从朋友开的艺术学校或艺术工作室中挑选少儿歌手出演歌曲。
3月14日，由湖南日报报业集团创办的华声在线网以《潇湘诗会〈湘人湘歌〉（八十三）范铭轩 方舱医院真神奇》为题，发布了这首儿歌的详细信息。歌曲由长沙市开福区清水塘实验学校的小学生范铭轩演唱。

## 各地反响与评价

### 中國大陸

#### 批評
《方舱医院真神奇》发布后，受到了不少来自网友的批评。《新京报》发表媒体人伯扬的评论，认为《方舱医院真神奇》过于欢快的曲风，不仅淡化了抗疫的灾难底色，而且消解了抗击2019冠状病毒病疫情的严肃性，没能让人觉得是在向医护人员表达敬意或是向曾经在此治疗的患者表达宽慰，反而是在强行歌颂灾难。来自上海的音乐人王渊超认为，相关歌曲的受众是儿童，而相关歌曲过度美化了方舱医院，遮蔽方舱医院中病人、医生面对疫情的残酷一面，过度轻佻，或让孩子变得盲目。作曲家金复载则从歌曲MV的表演角度，认为该歌曲过于“套路化”，过于做作，暴露了成人教育儿童时将自身思想强行投射在儿童身上的弊端。

#### 歌曲作者之回應
对于网络上对于这首歌曲的批评，曲作者蒋军荣表示没想到，不过他也表示“因为他们（网友）一下子没缓过神来，他（网友）那样说话我不会在意。他们不知道我的生命状态，我也不会计较。”“现在好多地方都（病例数）清零了……我们不需要拿出一点乐观主义精神吗？不需要拿出更好的心态来吗？”“成人与成人之间是可以谈苦难的，小孩子应该怎么去守护他的童心，难道我们要把苦难塞给他们？他能够理解苦难吗？”而专栏作者韩浩月指该歌曲作者的创作水平“上不了台面”，且这首歌曲的作者对于儿童艺术和文学表达的认知存在根本性错误，体现了主创空洞、退化的创作审美；韩浩月还认为，为儿童部分掩盖社会的残酷一面，不意味着要给儿童创造舆情上的“无菌环境”，儿童有必要接受与其年龄段相适应的苦难教育。

### 台灣
有台湾网民認為中国共产党與其執政的北京当局有隐瞒疫情的行为，对该歌进行恶搞，将其改编为《中共政权真神奇》以讽刺。另外，台灣網絡紅人「館長」陳之漢在臉書發文，暗諷中國大陸特別請兒童演唱來歌頌官方的行為，称「國之將亡，必有妖孽」。

### 香港
有香港網民認為歌曲歌頌中國共產黨，感到極為「有趣」，於連登上大為發文諷刺。